# Терапія прийняття та рішучості
Терапія прийняття та рішучості («ТПтР», англ. Acceptance and commitment therapy, «ACT») — є формою психотерапії, а також розділом клінічного аналізу поведінки. Це емпірично засноване психологічне втручання, яке використовує стратегії прийняття та самоусвідомлення (рішучості) разом зі стратегіями відданості та зміни поведінки для підвищення психологічної гнучкості.
Цей підхід спочатку називався комплексним дистанціюванням. Стівен С. Гейз розробив цю практику лікування, починаючи приблизно з 1982 року, щоб створити підхід, який об'єднував би ключові особливості когнітивної терапії та аналізу поведінки, а саме аналітичні дані поведінки про часто негативні наслідки вербальних правил і те як їх можна пом'якшити.
Існують різноманітні протоколи для «ТПтР» залежно від цільової поведінки та налаштувань. Наприклад, у сферах поведінкового здоров'я коротка версія «ТПтР» називається «Цілеспрямованою терапією прийняття та рішучості» («ЦТПтР», англ. Focused Acceptance and Commitment Therapy, «FACT»).
Мета «ТПтР» полягає не в усуненні важких почуттів; а скоріше в фокусуванні на тому, що приносить почуття життя, і мотивацію «рухатися до ціннісної поведінки».:240 Терапія прийняття та рішучості заохочує людей відкритися до неприємних почуттів, навчитися не реагувати на них надмірно та уникати тривожних ситуацій.
Її терапевтичний ефект спрямований на позитивну спіраль, де краще розуміння власних емоцій веде до кращого розуміння істини. У «ТПтР» «правда» вимірюється через поняття «працездатність», або те, що працює, щоб зробити ще один крок до того, що має значення (наприклад: цінності, значення).

## Техніка

### Основи
«ТПтР» розроблено в рамках прагматичної філософії, яка називається функціональний контекстуалізм. «ТПтР» базується на теорії реляційній фреймів («ТРФ»), комплексній теорії мови та пізнання, яка є похідною від аналізу поведінки. І «ТПтР», і «ТРФ» базуються на філософії радикального біхевіоризму Берреса Фредеріка Скіннера.
«ТПтР» відрізняється від деяких інших видів когнітивно-поведінкової терапії («КПТ») тим, що замість того, щоб намагатися навчити людей краще контролювати свої думки, почуття, відчуття, спогади та інші приватні події, «ТПтР» вчить їх «просто помічати» їх, приймати та осягати їхні приватні заходи, особливо раніше небажані. «ТПтР» допомагає людині увійти в контакт із трансцендентним відчуттям себе, відомим як self-as-context (укр. я як контекст) — ти, який завжди присутній, спостерігаєш і переживаєш, і водночас відчуджаєшся від чиїхось думок, почуттів, відчуттів і спогадів. «ТПтР» має на меті допомогти людині прояснити свої особисті цінності та вжити заходів щодо них, привносячи більше життєдіяльності та сенсу в цей процес, підвищуючи її психологічну гнучкість.
У той час як західна психологія, як правило, діяла згідно з припущенням «здорової нормальності», яке стверджує, що за своєю природою люди психологічно здорові, «ТПтР» скоріше припускає, що психологічні процеси нормального людського розуму часто є руйнівними. Основна концепція «ТПтР» полягає в тому, що психологічні страждання зазвичай викликані уникненням досвіду, когнітивною заплутаністю та, як наслідок, психологічною ригідністю, яка призводить до нездатності вжити необхідних поведінкових кроків відповідно до основних цінностей. Як простий спосіб узагальнити модель, «ТПтР» розглядає суть багатьох проблем, пов'язаних із концепціями, представленими в абревіатурі «FEAR» (укр. «СТРАХ»):
- Fusion with your thoughts (укр. Злиття з вашими думками)
- Evaluation of experience (укр. Оцінка досвіду)
- Avoidance of your experience (укр. Уникнення свого досвіду)
- Reason-giving for your behavior (укр. Наведення причин для вашої поведінки)

А здоровою альтернативою є «ACT» (укр. «ДІЯТИ»):
- Accept your thoughts and emotions (укр. Прийняття своїх думок та емоцій)
- Choose a valued direction (укр. Вибір ціннісного напрямку)
- Take action (укр. Вживання заходів)

### Принципи
«ТПтР» зазвичай використовує шість основних принципів, щоб допомогти клієнтам розвинути психологічну гнучкість:
1. Когнітивне роз’єднання: навчання методам зменшення тенденції до реїфікації думок, образів, емоцій і спогадів.
2. Прийняття: дозволити небажаним когніціям (думкам, почуттям і бажанням) приходити і йти, без боротьби з ними.
3. Контакт із теперішнім моментом: усвідомлення тут і зараз, переживання з відкритістю, зацікавленістю та сприйнятливістю (наприклад, уважність).
4. Я як контекст: доступ до трансцендентного відчуття себе, безперервності свідомості, яка є незмінною.
5. Цінності: виявлення того, що є найважливішим для себе.[12]
6. Цілеспрямована дія: встановлення цілей відповідно до цінностей і відповідальне їх виконання, що веде до осмисленого життя.

Кореляційні дані показали, що відсутність психологічної гнучкості передбачає багато форм психопатології. Метааналіз 2005 року показав, що шість принципів «ТПтР» в середньому підходять під 16–29 % випадків варіацій психопатології (загальне психічне здоров'я, депресія, тривога) на початковому рівні, залежно від вимірювання, використовуючи кореляційні методи.:12–13 Метааналіз 68 лабораторних досліджень компонентів «ТПтР» у 2012 році також підтвердив зв'язок між концепціями психологічної гнучкості та конкретними компонентами.

## Дослідження
На вебсайті Асоціації контекстуально-поведінкових наук зазначено, що станом на травень 2022 року було проведено понад 900 рандомізованих контрольованих досліджень («РКД») «ТПтР», понад 300 метааналізів/систематичних оглядів і 60 посередницьких досліджень літератури з «ТПтР».
Організації, які заявили, що терапія прийняття та рішучості емпірично підтримується в певних областях або в цілому відповідно до їхніх стандартів, включають (станом на березень 2022 року):
- США Society of Clinical Psychology (American Psychological Association/APA Division 12)
- ООН Всесвітня організація охорони здоров'я
- ООН Національний інститут здоров'я і досконалості допомоги
- Австралія Australian Psychological Society[en]
- Нідерланди Netherlands Institute of Psychologists: Sections of Neuropsychology and Rehabilitation
- Нідерланди Netherlands National Institute for Public Health and the Environment (RIVM)
- Швеція Sweden Association of Physiotherapists
- США SAMHSA[en]'s National Registry of Evidence-based Programs and Practices
- США California Evidence-Based Clearinghouse for Child Welfare
- США Міністерство у справах ветеранів США/Міністерство оборони США